# Puntius ticto
Puntius ticto és una espècie de peix cipriniforme de la família dels ciprínids.

## Morfologia
Els adults poden assolir els 10 cm de longitud total.

## Distribució geogràfica
Es troba al Pakistan, l'Índia, el Nepal, Sri Lanka, Bangladesh, Myanmar i Tailàndia (conques dels rius Mekong, Salween, Irrawaddy, Meklong i Chao Phraya).